# جامعة تكساس إيه آند إم
جامعة تكساس إيه اند إم (جامعة تكساس الزراعية والميكانيكية) جامعة مختلطة عامة بحثية تقع في كوليج ستيشن (تكساس) تكساس الولايات المتحدة ، وهي الجامعة الرابعة الأكبر في الولايات المتحدة والأكبر في ولاية تكساس.
كان اسمها السابق هو «جامعة تكساس للزراعة والميكانيك».

## أعلام
- ديريك هارولد بارتون
- فرانك ألبرت كوتون